# A Night of Nightmares
A Night of Nightmares è un film del 2012 diretto da Buddy Giovinazzo.
È il primo horror soprannaturale realizzato dal regista. Il film è stato presentato al Fantasia International Film Festival solo due giorni dopo la conclusione della lavorazione.